# Катковский, Антон Антонович
Антон Антонович Катковский (19 января 1900 года, село Старая Слобода, Режицкий уезд, Витебская губерния — 25 июля 1972 года) — старший конюх совхоза «Окте» Министерства совхозов СССР, Талсинский уезд Латвийской ССР. Герой Социалистического Труда (1948). Депутат Верховного Совета Латвийской ССР 3-го созыва.

## Биография
Родился в 1900 году в белорусской крестьянской семье в деревне Старая Слобода (сегодня — Вецслабада, Резекненский край) Режицкого уезда. Получил начальное образование. Трудовую деятельность начал 9-летним подростком, трудился пастухом у зажиточных крестьян. Потом уехал на заработки в Санкт-Петербург, где работал на различных производствах. В начале 1920-х годов возвратился в родную деревню, которая после 1918 года перешла в состав Латвийской Республики. Трудился в Риге, в сельском хозяйстве на западе Латвии.
Позднее возвратился в Талсинский уезд (бывший Режицкий уезд), где устроился конюхом на конный завод (после вхождения Латвии в состав СССР — совхоз «Окте») в деревне Окте Талсинского уезда. Занимался селекцией и разведением новой породы лошадей — латвийской упряжной путём скрещивания местной лошади с ольденбургскими жеребцами.
После Великой Отечественной войны восстанавливал разрушенное совхозное хозяйство и продолжал заниматься селекционной работой. В 1947 году вырастил 20 жеребят от 20 конематок. Указом Президиума Верховного Совета СССР от 5 августа 1948 года удостоен звания Героя Социалистического Труда «за получение высокой продуктивности животноводства в 1947 году» с вручением ордена Ленина и золотой медали Серп и Молот.
С 1954 по 1971 года совхоз возглавлял Герой Социалистического Труда Пётр Гераасимович Медведев. В этом же совхозе трудились Герои Социалистического Труда звеньевой полеводческого звена Эрнест Фрицевич Зебергс (награждён в апреле 1948 года), звеньевой полеводческого звена Янис Херманис (награждён в апреле 1949 года) и бригадир полеводческой бригады Калнс, Фриц Индрикович, награждённый званием в апреле 1949 года.
По итогам работы в 1948 году награждён вторым Орденом Ленина. В 1949 году вступил в ВКП(б). Внёс значительный вклад в селекцию латвийской упряжной лошади, которая была утверждена в 1952 году.
С 1953 года — заместитель председателя колхоза имени Кирова Талсинского района.
В 1955 году вышел на пенсию по состоянию здоровья. В 1961 году продолжил трудиться заведующим конефермой в совхозе «Окте».
Избирался депутатом Верховного Совета Латвийской ССР 3-го созыва (1951—1955), местных сельских советов.
В дальнейшем проживал в Талсинском районе. Скончался в июле 1972 года.
Награды и звания
- Герой Социалистического Труда
- Орден Ленина — дважды (1948, 1949).